# 이화글빛문학상
이화글빛문학상은 글쓰기 문화를 장려하고 소설가를 꿈꾸는 이화인들을 격려하고자 이화여자대학교 창립 120주년 기념사업으로서 200자 원고지 500매 이상의 경장편 소설만을 모집 부문으로 하여 제정된 문학상이다.

## 역대 수상 작품
- 2006년 1회 서수진 <꽃이 떨어지면>
- 2007년 2회 (당선작 없음)
- 2008년 3회 정시은 <연화전>
- 2009년 4회 강윤정 <Andante, 안단테>
- 2010년 5회 권혜린 <불가사리 전선>
- 2011년 6회 양은녕 <우주열차>
- 2012년 7회 이진송 <승강이>
- 2013년 8회 편정인 <시티 홀>
- 2014년 9회 전청림 <그와 그녀의 시나리오>
- 2015년 10회 조혜린 <덧니>
- 2016년 11회 김지연 <나는 너의 이상한 그림자>